# ماريك كون
ماريك كون (بالإنجليزية: Marek Kohn)‏ هو صحفي علم ‏ بريطاني، ولد في القرن العشرين.

## وصلات خارجية
- الموقع الرسمي